# Hua Hin

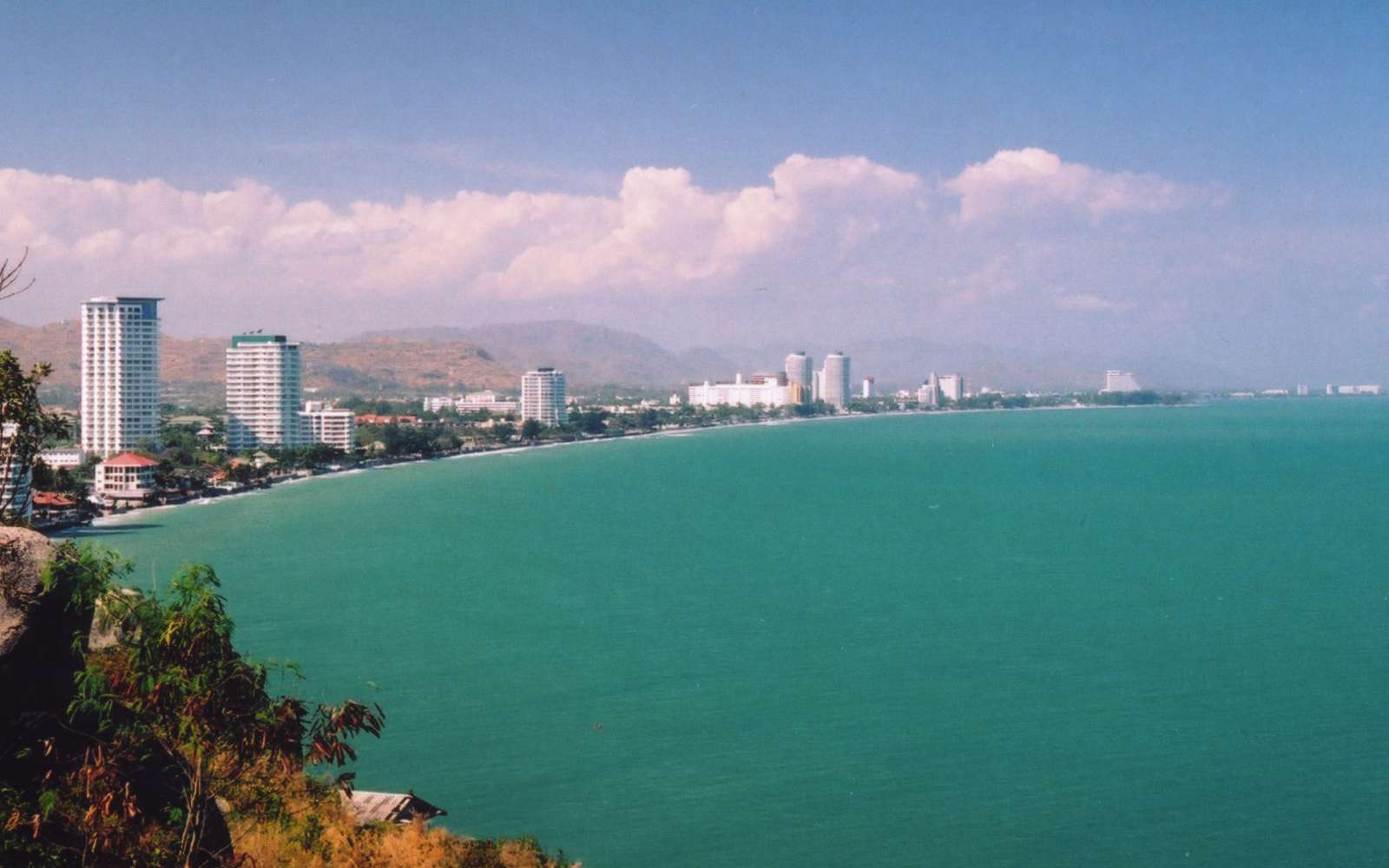
Hua Hin.

Hua Hin (Thai หัวหิน) är en känd turistort i Thailand, som ligger på norra Malackahalvön i provinsen Prachuap Khiri Khan. 
Orten är belägen på den västra sidan av Siamviken som är en del av Sydkinesiska sjön. Hua Hin, som är landets äldsta badort, har en befolkning på 73 177 invånare på en area uppgående till 911 km². Det geografiska läget är 12°34′N;  99°57′Ö. Staden ligger omkring 200 kilometer söder om Bangkok. Thailands kung har ett sommarslott i Hua Hin som används mycket. Kung Prajadhipok och drottning Rambhai Barni tillbringade större delen av sin regeringstid (1924-1935) på orten.  
Det finns flera golfbanor av mycket hög kvalitet bland andra Thailands äldsta golfbana Royal Hua Hin Golf Club som är belägen mitt i Hua Hin, öppnad 1924 och designad av O.A. Robins från Skottland. En av de senast öppnade, i raden av golfbanor, är Black Mountain Golf Club omkring 10 kilometer väster om Hua Hin.
Hua Hin är en av de vanligaste bostadsorterna för svenskar bosatta i Thailand.
Norr om Hua Hin ligger en annan turistort Cha Am. Numera är det en tvåfilig motorväg mellan dessa orter, som sakta växer ihop. Hua Hin har ett flertal hotell och restauranger. Hua Hin har en egen flygplats med förbindelse till Bangkok.

## Klimat
|                                            | Jan | Feb | Mar | Apr | Maj | Jun | Jul | Aug | Sep | Okt | Nov | Dec |
| ------------------------------------------ | --- | --- | --- | --- | --- | --- | --- | --- | --- | --- | --- | --- |
| Normaldygnets maximitemperaturs medelvärde | 29  | 30  | 32  | 33  | 33  | 33  | 32  | 32  | 32  | 30  | 30  | 29  |
| Normaldygnets minimitemperaturs medelvärde | 21  | 22  | 23  | 25  | 25  | 25  | 24  | 24  | 24  | 24  | 23  | 21  |
|                                            |     |     |     |     |     |     |     |     |     |     |     |     |
| Nederbörd                                  | 4   | 15  | 16  | 26  | 118 | 77  | 104 | 81  | 82  | 201 | 203 | 7   |

| Diagram | temperaturer i °C • månadsnederbörd i mm • Källa: | temperaturer i °C • månadsnederbörd i mm • Källa: | temperaturer i °C • månadsnederbörd i mm • Källa: | temperaturer i °C • månadsnederbörd i mm • Källa: | temperaturer i °C • månadsnederbörd i mm • Källa: | temperaturer i °C • månadsnederbörd i mm • Källa: | temperaturer i °C • månadsnederbörd i mm • Källa: | temperaturer i °C • månadsnederbörd i mm • Källa: | temperaturer i °C • månadsnederbörd i mm • Källa: | temperaturer i °C • månadsnederbörd i mm • Källa: | temperaturer i °C • månadsnederbörd i mm • Källa: | temperaturer i °C • månadsnederbörd i mm • Källa: |
|         | 4 29 21                                           | 15 30 22                                          | 16 32 23                                          | 26 33 25                                          | 118 33 25                                         | 77 33 25                                          | 104 32 24                                         | 81 32 24                                          | 82 32 24                                          | 201 30 24                                         | 203 30 23                                         | 7 29 21                                           |

## Källhänvisningar
1. ↑  "Hua Hin weather and climate". Arkiverad 29 november 2014 hämtat från the Wayback Machine. Thailand-huahin.com. Läst 20 november 2014. (engelska)